# World One (компьютерная программа)
World One, World1 (с англ. — «Мир-1») — математическая модель и компьютерная программа, созданная в начале 1970-х Дж. Форрестером в Массачусетском технологическом институте для общественной организации Римский клуб с целью построения прогнозов развития человеческой цивилизации и поиска ключевых моментов в её развитии.
Одним из первых результатов работы программы стал прогноз коллапса человеческой цивилизации в 2040-х годах. Этот прогноз был опубликован Римским клубом в 1972 году под названием «Пределы роста» (англ. Limits to Growth).

## История
Сотрудник Массачусетского технологического института (англ. Massachusetts Institute of Technology, MIT) Джей Форрестер (Jay Forrester), специалист по компьютерному моделированию, в 1970 году был приглашён на заседание Римского клуба, проходившее в Берне 29—30 июня, где ему был задан вопрос о возможности использовать компьютерные модели для выявления трудных мест в будущем развитии человечества. Форрестер ответил утвердительно и пригласил Исполнительный комитет Римского клуба посетить его лабораторию в MIT в июле того же года.
Вернувшись из поездки, уже 1 июля 1970 года Форрестер сделал набросок модели в виде диаграммы, а к 4 июля дополнил её, написал по ней и запустил два прототипа компьютерной программы. Он назвал эту модель «World1» (World One).
В дальнейшем Форрестер дорабатывал модель развития мира, так появились варианты World1A и World1B.
Члены Римского клуба встретились с Форрестером 20—31 июля, где ознакомились и с World One, и обсудили с ним новую разрабатываемую им модель World Two (World2). Римский клуб поддержал разработки Форрестера и выделил ему финансирование через Фонд Фольксваген (нем. Volkswagen Stiftung).
Будучи занятым работой над Urban Dynamics, Форрестер поручил дальнейшую разработку модели развития мира своему аспиранту (англ. PhD student) Деннису Медоузу (Dennis Meadows). Медоуз стал директором проекта World Dynamics, в котором они с коллегами в итоге разработали модель World3.
Последний расчёт в World One был сделан в 1973 году на суперкомпьютере в Австралии, тогда было предсказана гибель человечества не позднее 2060 года.

## Принцип работы
В World One мир рассматривается как единая система. Программа выдаёт графики с десятилетней детализацией, где статистические данные экстраполируются в будущее. В программе отслеживаются следующие переменные: размер человеческой популяции, качество жизни, доступность природных ресурсов, загрязнение окружающей среды и многие другие. На линиях этих графиков видны вероятные будущие кризисы.
Автор описал World One как «электронную экскурсию по нашему поведению с 1900 года и куда это поведение нас заведёт» (англ. „an electronic guided tour of our behavior since 1900 and where that behavior will lead us“).

## Результаты
Согласно расчётам, выполненных в World One в 1973 году, в 2020 году человечество должно было войти в критическую фазу своего существования, а между 2040 и 2050 годами — погибнуть или сильно сократиться в численности (ниже уровня 1900 года) из-за загрязнения окружающей среды. Помимо загрязнения среды обитания, к 2040 году расчёт предсказал мировой коллапс из-за перенаселения планеты и роста промышленности (при условии неизменных тенденций в росте численности людей и промышленном производстве).
2020 год — первая значимая контрольная точка прогноза World One. Согласно прогнозу, в 2020 году должно начать снижаться качество жизни людей, загрязнение окружающей среды — приводить ко всё большему числу смертей, численность человеческой популяции — начать уменьшаться, а совокупность факторов приведёт к изменениям в мировой политике. По словам председателя Римского клуба Александра Кинга (Alexander King), сказанных им в 1973 году, в 2020 году даже у крупных наций не будет полного суверенитета («Sovereignty of nations is no longer absolute … Even in the big nations, this will happen.»). Также он прогнозировал, что наступит Новый Мировой Порядок (англ. ), в котором миром будут управлять транснациональные корпорации.